# Marie Stopes International
Marie Stopes International est une ONGI qui promeut la santé sexuelle et reproductive. En outre, elle offre des conseils en matière de contraception, de vasectomie et d'avortement sans risques dans les pays où cette pratique est légale. Marie Stopes International est présente dans 38 pays. Fondée par Tim Black et Jean Black en l'honneur de Marie Stopes, une paléobotaniste écossaise, son siège est à Londres.
En 2013, Marie Stopes International a fourni une contraception à 6.1 millions de femmes et a permis à 3.1 million de femmes d'avoir un avortement moins risqué sur le plan de leur propre santé, ainsi que des soins post-opératoires. Du fait de contraceptifs modernes, l'organisation estime avoir fait éviter 6.2 millions de grossesses non désirées et 2.8 millions d'avortements à risque pour la mère.
Les activités principales de l'organisation sont le planning familial, les avortements plus sûrs pour la mère et les soins post-opératoires; la santé de la mère et de l'enfant, y compris l'accouchement et les soins obstétriques; le diagnostic et le traitement de maladies sexuellement transmissibles; la prévention du VIH/SIDA.
En 2020, le service d'avortement Marie Stopes International abandonne le nom de sa fondatrice en raison de son plaidoyer en faveur de l'eugénisme et certains écrits controversés. L'organisme de bienfaisance est connu sous le nom de MSI Reproductive Choices,.

## Marketing social
Marie Stopes International gère des programmes de marketing social sur des contraceptifs dans 17 pays - tels que la pilule Kushi contraceptive et injectable en Inde, le préservatif Raha et la pilule contraceptive d'urgence Smart Lady au Kenya, le préservatif Sauveteur en Ouganda et le serpent préservatif en Australie à destination du marché pour la population autochtone.